# 프랑스어 보고 사전
프랑스어 보고사전(Trésor de la langue française, TLF)은 16권으로 이루어진 프랑스어 사전이다. 71~94년까지는 종이로 발간되었고 2004년에 CD롬판이 나왔다. ATILF(Analyse et traitement informatique de la langue française)에서 작업하고 있다. 부제는 '19/20세기 언어사전'(Dictionnaire de la langue du XIXe et du XXe siècle, 1789-1960).

## 개요
이 사전은 기존의 에밀 리트레 사전(Dictionnaire de la langue française)을 대체할 목적으로 작업되었다. 60년 프랑스어 보고 연구소(Centre de recherche pour un Trésor de la langue française, CRTLF)가 설립되고 이후 국립 프랑스어 연구원(Institut national de la langue française, INALF)으로 개편되었으며 이 국립 프랑스어 연구원이 개발 주체이다. 프랑스어 분석과 자료처리는 ATILF(Analyse et traitement informatique de la langue française)에서 수행하고 있다.
프랑스어 보고 연구소의 설립자인 Paul Imbs가 1~7권까지의 편집장이었고 그의 은퇴후 8~16권은 Bernard Quemada가 편집장이었다.
전산화가 끝난 버전은 국립 사전/언어자료 연구소(Centre national de ressources textuelles et lexicales, CNRTL)를 통해 무료로 이용 가능하다.

## 출간 역사
- 1971 : vol. 1 - A-Affiner, CXXXIV-878 p.
- 1973 : vol. 2 - Affinerie-Anfractuosité, XIX-987 p.
- 1974 : vol. 3 - Ange-Badin, XXIV-1206 p.  (ISBN 2-222-01623-1)
- 1975 : vol. 4 - Badinage-Cage, XXIV-1166 p.  (ISBN 2-222-01714-9)
- 1977 : vol. 5 - Cageot-Constat, XXIV-1425 p.  (ISBN 2-222-01977-X)
- 1978 : vol. 6 - Constatation-Désobliger, XVI-1308 p.  (ISBN 2-222-02156-1)
- 1979 : vol. 7 - Désobstruer-Épicurisme, XXIII-1343 p.  (ISBN 2-222-02383-1)
- 1980 : vol. 8 - Épicycle-Fuyard, XIX-1364 p.  (ISBN 2-222-02670-9)
- 1981 : vol. 9 - G-Incarner, XVIII-1338 p.  (ISBN 2-222-03049-8)
- 1983 : vol. 10 - Incartade-Losangique, XXI-1381 p.  (ISBN 2-222-03269-5)
- 1985 : vol. 11 - Lot-Natalité, XVIII-1339 p.  (ISBN 2-07-077011-7)
- 1986 : vol. 12 - Natation-Pénétrer, XIX-1337 p.  (ISBN 2-07-077012-5)
- 1988 : vol. 13 - Pénible-Ptarmigan, XIX-1449 p.  (ISBN 2-07-077013-3)
- 1990 : vol. 14 - Ptère-Salaud, XVII-1451 p.  (ISBN 2-07-077014-1)
- 1992 : vol. 15 - Sale-Teindre, XVIII-1451 p.  (ISBN 2-07-077015-X)
- 1994 : vol. 16 - Teint-Zzz, XVIII-1452 p.  (ISBN 2-07-077016-8)

- 현재 온라인에서 볼 수 있는 사전의 물리적 현황은 아래와 같다.
  - 10만 표제어
  - 27만개의 뜻갈래
  - 43만개의 예문
  - 3.5억개의 문자

## 같이 보기
- 표준국어대사전
- 옥스포드 영어사전